# Erich Köhler
Erich Köhler (Erfurt, 27 giugno 1892 – Wiesbaden, 23 ottobre 1958) è stato un politico tedesco.
È stato il primo presidente del Bundestag dal 7 settembre 1949 al 18 ottobre 1950.
Köhler è stato cofondatore dell'Unione Cristiano-Democratica (CDU) nel 1945. Nel 1949 è stato eletto membro del primo Bundestag tedesco per la circoscrizione di Wiesbaden.

## Biografia
Erich Köhler ottenne il dottorato nel 1919, dopo aver dovuto interrompere gli studi in Scienze politiche ed economiche all'Università di Kiel per il servizio militare durante la prima guerra mondiale. Ha fatto carriera nell'associazione dei datori di lavoro di Kiel. Durante il periodo nazista, a causa del suo matrimonio con una donna ebrea, dovette rinunciare alla sua posizione di dirigente dell'associazione. Nel 1945 scappò per un pelo dal trasferimento in un campo di concentramento a causa di una grave malattia.
Dopo la fine della seconda guerra mondiale, nel giugno 1945 divenne amministratore delegato della Industrie- und Handelskammer di Wiesbaden.
Erich Köhler è morto dopo una lunga malattia a 66 anni, il 23 ottobre 1958 a Wiesbaden.

## Carriera politica
Nella Repubblica di Weimar, Erich Köhler è stato membro del Partito Popolare Tedesco (DVP) fino al 1933 ed è stato membro dell'amministrazione nazionale.
Nel settembre del 1945 pose la prima pietra della CDU a Wiesbaden. È stato co-fondatore della CDU in Assia ed è stato eletto vicepresidente. Fece parte dell'assemblea costituzionale dello Stato dell'Assia dove fu eletto nel 1946.
Dal 1947 al 1949 fu presidente del Consiglio economico di Bizone a Francoforte.
Erich Köhler viene eletto direttamente dalla circoscrizione di Wiesbaden nella prima elezione del Bundestag (mandato diretto). Alla sessione costitutiva del 7 settembre 1949, fu eletto primo presidente del Bundestag con 346 dei 402 voti. Famosa e la frase del suo insediamento: "Wir wollen dienen den Armen und Bedürftigen, wir sollen die Selbstsüchtigen in Schranken halten und wir wollen den Schwachen vor dem Starken schützen" (it. Vogliamo servire i poveri e i bisognosi, dobbiamo mantenere l'egoismo sotto controllo e vogliamo proteggere i deboli dai forti).
Köhler fu rapidamente confrontato con le critiche del suo ufficio (arrivò persino a un voto di fiducia) e con un peggioramento del suo stato di salute. Dopo che fu chiaro di aver anche perso il sostegno del proprio gruppo, Köhler si dimise il 18 ottobre 1950. Gli succedette nell'ufficio di presidente Hermann Ehlers.
Erich Köhler rimase membro del parlamento e divenne vicepresidente di una commissione d'inchiesta parlamentare nel 1951-1952 che indagò sulla politica delle nomine nel Ministero degli Affari esteri.
Nel 1953 fu eletto nuovamente nella II legislatura del Bundestag, questa volta nella circoscrizione di Obertaunus. Il suo mandato è stato oscurato dalla sua grave malattia, tanto da rendergli impossibile l'attività politica. Non si è più ricandidato alle elezioni del Bundestag nel 1957.